# Montserratia ovipara
Montserratia ovipara är en tvåvingeart som beskrevs av Thompson 1964. Montserratia ovipara ingår i släktet Montserratia och familjen parasitflugor. Inga underarter finns listade i Catalogue of Life.